# François II. de Boufflers
François (II.) de Boufflers (* nach 1612; † 16. März 1668) war ein französischer Adliger und Militär.
Er war Comte de Cagny, Vicomte de Ponches, Pair de Ponthieu, Seigneur de Boufflers, Seigneur de Milly, de Vrocourt, de Brailly, de Bonnières, d’Haucourt, de Buicourt, de Lizecourt et de Monstrelet, sowie Bailli de Beauvais.

## Leben
François (II.) de Boufflers war der Sohn von François (I.) de Boufflers († 1670) und Louise Hennequin d’Escury († 1634), die im Jahr 1612 geheiratet hatten.
Als Offizier kämpfte er bei den Belagerungen von Arras (1640), Bapaume (1641) und Aire (1641). Am 22. Juli 1652 wurde er zum Maréchal des camps des Armées du Roi ernannt.

## Ehe und Familie
François (II.) de Boufflers heiratete am 17. Mai 1640 (nach dem Ehevertrag vom 22. April 1640) Louise Le Vergeur († 14. März 1653), Tochter von Jérome Le Vergeur, Chevalier, Seigneur de Courtagnon, und Marguerite Françoise Le Danois de Joffreville. Ihre Kinder waren:
- François (III.) de Boufflers († 14. Februar 1672[4] auf Schloss Boufflers), Comte de Boufflers et de Cagny, Vicomte de Ponches, Seigneur châtelain de Milly etc., Bailli de Beauvais et du Beauvaisis, Lieutenant-général au Gouvernement de l’Isle-de-France; ⚭ (Ehevertrag 12. Januar 1671) Elisabeth Angélique de Guénégaud, * um 1647, † 10. Januar 1710 in Paris, 63 Jahre alt, bestattet in Saint-Sulpice de Paris, Tochter von Henri de Guénégaud, Comte de Rieux, Marquis de Plancy, Seigneur du Plessis, Secrétaire d’État, Kommandeur und Siegelbewahrer des Ordens vom Heiligen Geist, und Elisabeth de Choiseul-Praslin, einer Tochter des Marschalls Charles de Choiseul, marquis de Praslin
- Louis François de Boufflers (* 10. Januar 1644, † 22. August 1711 in Fontainebleau), Marschall von Frankreich, 1694/95 Marquis, 14. September 1695 Duc de Boufflers, Dezember 1708 Pair von Frankreich, Ritter im Orden vom Heiligen Geist, Ritter im Orden vom Goldenen Vlies, Gouverneur und Lieutenant-général von Flandern und Hennegau; ⚭ (Ehevertrag 16. Dezember 1693[5]) Catherine-Charlotte de Gramont, * 1669, † 25. Januar 1739 in Paris, Tochter von Antoine Charles de Gramont, Duc de Gramont, Pair de France, und Marie Charlotte de Castelnau, einer Tochter des Marschalls Jacques de Castelnau-Bochetel
- Marguerite Françoise de Boufflers (* 20. Juli 1642), 14. Februar 1687 Äbtissin von Avenay in der Champagne
- Catherine de Boufflers (* 2. Februar 1645), geistlich in Avenay
- Charlotte de Boufflers (* 22. September 1648, † 3. Juli 1670), geistlich in Avenay